# Gotthard Josef Lašek
Gotthard Josef Lašek, křtěný Gotthard (5. května 1854 Chrudim – 9. února 1937 Čakovice), byl český pedagog, hudební skladatel, sbormistr, dirigent, spisovatel a publicista.

## Život
Gotthard Lašek se narodil v Chrudimi v rodině šikovatele 21. pluku Josefa Laška a jeho ženy Anny rodem Boháčkové z Černilova. Vyrůstal v hudebně zaměřené rodině a hudba, ať kantorská jej provázela po celý život. Absolvoval Obecnou školu v Čáslavi, kam se rodina přestěhovala a dále pokračoval studovat na reálném gymnáziu v Kutné Hoře, kde také roku 1873 maturoval na učitelském ústavu a později zde začal i učit. Ještě v témže roce byl jmenován mladším učitelem v Kostelci nad Orlicí, kde zastával funkci ředitele pěveckého spolku Orlice.
V roce 1876 odešel do Častolovic, kde byl jmenován učitelem a roku 1880 se stal řídícím učitelem. Zde setrval až do roku 1885, kdy odešel do Vamberka, kde působil v letech 1895–1918, jako ředitel měšťanské školy a průmyslové pokračovací školy a byl zde rovněž ředitelem tamějšího kůru. Poslední léta svého života strávil v Čakovicích, kde řídil pěvecký spolek Lyra a kde také 9. února roku 1937 zemřel.
Gothard Josef Lašek byl autorem řady místopisných knih, historických povídek pro mládež, cestopisů, hudební skladatel, historik hudby, vydavatel hudebních i literárních děl a přispíval články do řady časopisů, například do časopisu Varyto, který uveřejnil jeho Dějiny hudby v Čechách.

## Dílo

### Hudební
- 1895 Taneční album (vydal se svými bratry Bedřichem Ladislavem a Františkem)
  - Třicet dva české tance
- zkomponoval několik hudebních salonních skladeb, mší a 52 českých tanců

### Literární
- 1878 Topografické či místopisné vypsání města Kostelce nad Orlicí
- 1879 Několik večerů pod lipou
- 1880 Nejslavnější doba země moravské
- 1881 Častolovice nad Orlicí jich dějiny a popsání[3]
- 1883 Pancéř ze Smojna
- 1884 Hejtmanství rychnovské – okres kostelecký
- 1890 Pohoří a podhoří orlické[4]
- 1894 Památky královského hornického města Hory Kutné (spoluautor Antonín Zavadil)
- 1897 Zlatým prutem země České
- 1899 Nezabudky (vydal vlastním nákladem)
- 1898 Památná místa okolí kutnohorského
  - Solnice město a bývalé panství
  - Místopisné vypsání Kostelce nad Orlicí
- 1904 Stručné dějiny českého zpěvu a české hudby[5]